# 日糧製パン
日糧製パン株式会社（にちりょうせいパン）は、北海道札幌市豊平区に本社を置く、パンを中心とする食品製造会社。「日本パン工業会」会員。山崎製パンと業務資本提携しており、山崎製パンの持分法適用関連会社になっている。「おいしく、北海道らしく。」がコーポレートスローガンになっている。

## 商品
1984年に発売したラブラブサンドピーナツは、ロングセラー。現在、毎月22日をラブラブサンドの日として、10種類の商品展開を行なっている。また、1990年に発売した「チーズ蒸しパン」は首都圏でも販売し、ブームの先駆けになるなど大ヒット商品になった。その後も「長崎蒸しパン」など数多くの商品を発売しているほか、「チョコブリッコ」は発売から30年が経つロングセラー商品になっている。
- 食パン
  - 絹艶（きぬつや） - 2005年発売。現行品は2021年3月にリニューアルしたもの。2011年より、派生商品として、調理パン「絹艶サンド」（2021年7月現在は「エッグ&ハムレタス」「三色ミックス」ほか数品）を発売している。2022年3月に、従来の10枚・8枚・6枚・5枚・4枚・3枚・2枚スライスのほか、1.5斤のノンスライスハーフを発売した。2022年7月には「山型」を発売。
  - 絹艶北海道 - 2016年発売。北海道産の原料にこだわった「絹艶」。（販売終了）
  - みんなの食パン ANN（アン） - 2010年発売。ADEKA・日清製粉グループとの共同開発商品。「超旨み三段仕込み」製法を採用している。商品名の「ANN」はADEKA・Nissin・Nichiryoそれぞれの頭文字からとったものである。
  - イギリス食パン - 2014年発売。サクッとした歯ごたえが楽しめるトースト用食パン。派生商品として「イギリスロール」「イギリスロール（マーガリン入）」「塩イギリス」を発売。
  - バター風味食パン - 発酵バターフレーバーを使用した山型食パン。
  - ボンジョルノ - 小麦の甘みを生かした山型食パン。かつては「ロワール」として販売していた。
  - The Takasui - 2019年発売。日糧製パン独自の「多加水製法」技術を用いて焼き上げた食パン。2枚入りと5枚入りが発売されていた。2022年1月に「北海道TAKASUIバター」にリニューアルされた。
    - 食パン
      - The Takasui レーズン（3枚入り） - 2022年4月発売。
      - The Takasui ライ麦（3枚入り） - 2022年6月発売。

    - 食卓パン
      - The Takasui バターブレッド
      - The Takasui バターブレッドレーズン（販売終了）
      - The Takasui チーズブレッド（販売終了）

    - 菓子パン
      - The Takasui あんドーナツ - 2022年4月発売。
      - The Takasui クリームドーナツ - 2022年4月発売。
      - The Takasui 黒糖あんドーナツ - 2022年4月発売。
      - The Takasui あんバター
      - The Takasui バターブレッドショコラ（販売終了）
      - The Takasui 角切りりんごカスター（販売終了）
      - The Takasui おさつとお豆のバターブレッド（販売終了）
      - The Takasui じゃがバター（販売終了）
      - The Takasui スイートポテト（販売終了）

  - HOKKAIDO 珀（はく） - 2021年5月発売。オリジナルブレンドの上質な北海道産小麦粉を使用して焼き上げた食パン。2022年1月に「北海道TAKASUIバター」にリニューアルされた。
  - プレミアブレッド - 各3枚入り。2021年3月まで発売されていた「プレミアデニッシュ」シリーズをリニューアル。「プレミアデニッシュ」時代は見た目は山崎製パンの「ヤマザキ・ゴールドシリーズ」とほぼ同じであった。2021年11月に「プレミアデニッシュ」に再度リニューアルした。
    - 十勝バター
    - くるみ
    - レーズン
    - 十勝金時豆 - 「プレミアデニッシュ」（1期）時代に販売していた。
    - コーヒー - 「プレミアデニッシュ」（1期）時代に販売していた。

  - 穀活（こくかつ） - 2021年1月発売。「五穀」と「全粒粉」の2種類。各3枚入り。同年6月に「全粒粉」を「ブルーベリー&全粒粉」にリニューアル。派生商品として「穀活 ふわもち五穀」「穀活 ふんわり全粒粉」を発売。2022年1月には「穀活 5種の玄米」「穀活 全粒粉&きなこ」を発売。2022年4月には「穀活 全粒粉&チーズ」を発売し、「5種の玄米」とともに7枚スライスにリニューアル。
  - デニッシュローフ
  - ソフト&ソフト - 1989年発売。山崎製パンの「ダブルソフト」のように、柔らかさを追求した食パン。（販売終了）
  - ブランジェ - 1998年発売。CMキャラクターに鈴木杏樹を起用していた。（販売終了）
  - ソフラ - 2003年頃発売。豆乳を使用して焼き上げた食パン。派生商品として「ソフラスティック」（食卓パン）を発売していた。（販売終了）
  - 米と麦（販売終了）
  - ほっくりじゃがバター食パン - 2012年発売。じゃがバター風味の食パン。（販売終了）
  - 道3（どうさん） - 2013年発売。その名の通り、北海道で生産された3種類の小麦粉を使用して焼き上げた食パン。（販売終了）
- 食事パン
  - スリットホームロール - 食材やジャムなどを挟んで食べるためロールパンに切れ目を入れたもの。日糧製パンが最初に取り入れたアイデアである。
  - やわらかバンズ - 上記の「スリットホームロール」同様、食材などを挟んで食べるためにバンズに切れ目を入れたもの。
  - バゲット
  - 塩バターフランス
  - 塩味ブレッド - 岩塩入りのマーガリンを使用。
  - バターロール - 4個入り。かつては「ソフトロール（5個入り）」「まいにちのテーブルロール（4個入り）」として販売していた。
- 菓子パン
  - ラブラブサンド - 1984年発売。
    - ピーナツ
    - チョコレート
    - ジューシータマゴ
    - ツナサラダ - 北海道産のじゃがいもを使用したツナポテトサラダを配合。かつては「ジューシーツナ」として発売していた。
    - コク旨焼きそば - これまでの「焼きそば&マヨ」をリニューアル。オタフクソースを使用した焼きそばを配合。
    - 全粒粉 はちみつ&マーガリン（販売終了）
    - トリプルイチゴ
    - ミルクコーヒー
    - あんコーヒー
    - シュガー&マーガリン
    - 全粒粉 じゃがバター
    - 味の大王監修 チーズカレーラーメン - 2021年9月発売。北海道苫小牧市のラーメン店「味の大王」とのコラボレーション。（販売終了）
    - 175°DENO担担麺監修 担担麺風 - 2021年11月発売。北海道札幌市の「175°DENO担担麺」とのコラボレーション。

  - 北の国のベーカリー - 1999年発売。
    - しっとりあんぱん（こしあん）
    - しっとりあんぱん（つぶあん）
    - しっとりジャムパン（いちご）
    - しっとりクリームパン（ミルク）
    - しっとりダブル金時豆パン - 2020年6月にこれまでの「手包み豆パン（金時）」をリニューアル発売。北海道産金時豆のペーストを練りこんだ生地と十勝金時の甘納豆を使用。
    - とろけるチョココロネ
    - バターメロンパン ホイップサンド - 2021年9月発売。
    - バターメロンパン - 2022年3月にリニューアル。かつては「さくさくメロンパン」「あじわい薫るメロンパン」として販売していた。
    - バターメロンパン チョコチップ - 2022年3月にリニューアル。かつては「つぶつぶチョコメロン」「あじわい薫るチョコチップメロンパン」として販売していた。
    - メロン&ホイップコロネ - 夏季限定発売。
    - こしあんとなめらかホイップ
    - いちごジャムとなめらかホイップ
    - チョコ&ホイップ - 2022年7月発売。
    - コーヒー&ホイップ - 2022年7月発売。
    - 黒糖塩豆パン - 2022年6月発売。
    - 白い金時豆パン - 2022年6月発売。
    - 昔ながらの手包みあんドーナツ（販売終了）
    - あん&ホイップドーナツ（販売終了）
    - たっぷりクリームドーナツ（販売終了）
    - つなぎ チョコ&クリーム（販売終了）
    - ショコラホワイトデニッシュ（販売終了）
    - カスターコロネ（販売終了）
    - ミルクコロネ（販売終了）
    - 香ばしピーナツコロネ（販売終了）
    - イチゴ練乳コロネ（販売終了）
    - 抹茶ホイップコロネ（販売終了）

  - ようかんあんぱん - こしあんパンに羊羹をかけたもの。2022年8月に「ようかんやわらかあんぱん」にリニューアル。
  - ようかんちぎり - 2013年発売。切れ目の入った細長いパンにホイップクリームを挟み、羊羹をかけたもの。2022年8月に「ようかんやわらかちぎり」にリニューアル。
  - ようかんツイスト - ツイストパンにホイップクリームを挟み、羊羹をかけたもの。3本入り。2022年8月に「ようかんやわらかツイスト3本入り」にリニューアル。
  - ロングスワニー - 細長いロールパンにホイップクリームを挟み、羊羹をかけたもの。（販売終了）
  - チーズ蒸しパン - 1990年発売。発売当時、有頂天の「オードリー・ヘプバーン泥棒」がCMソングとして起用された（後に米倉利紀の「Hangung' Tough!」に変更）。派生商品として「チョコ蒸しパン」「いちご蒸しパン」などを販売していた時期があった。
  - 三角ふかし（黒糖・よもぎ・白） - 小豆をトッピングした、直角二等辺三角形型の蒸しパン。
  - 長崎蒸しパン - 1993年発売。カステラ風味の蒸しパン。
  - ドラゴンボールGT蒸しパン - 1996年7月発売。「ドラゴンボールGT」とのコラボレーション。カステラ風味の蒸しパンで、特典として全20種類（うち2種類は光るシール）のキャラクターシールを1枚封入。（販売終了）
  - セーラームーン蒸しパン - 1996年7月発売。「美少女戦士セーラームーン」[12]とのコラボレーション。チーズ風味の蒸しパンで、特典として6種類（透明シール4種、光るシール2種）のキャラクターシールを1枚封入。（販売終了）
  - スイートスフレシリーズ - 2020年発売。生地にソースをしみこませた蒸しパン。
    - しみこむメープル - 2022年1月に「バター仕立て」としてリニューアル。
    - しみこむはちみつレモン - 2022年6月発売。
    - しみこむいちごミルク（販売終了）
    - しみこむジンジャー（販売終了）
    - しみこむカフェオレ（販売終了）
    - しみこむ黒みつ（販売終了）
    - しみこむレモンティー（販売終了）

  - ふんわり2色つなぎ - 1979年発売（当時は「二色つなぎ」）。時期不明 - 2021年4月までは「あんクリームつなぎ」として販売していた。上に黒ゴマが載っているパンにはこしあん、上にケシの実が載っているパンにはカスタードクリーム入り。
  - ニューラウンディ - 1984年発売。くるくると巻いたデニッシュ生地にシュガーグレーズをかけたもの。派生商品として「ニューラウンディ チョコ」「ニューラウンディ マロン」などを発売していた時期があった。
  - 十勝しゃっきりコーン - 2006年より毎年10月 - 翌年4月限定で発売。パン生地にマヨネーズと十勝・士幌町産のスイートコーンをのせて焼き上げたもの。2019年より同期間限定で派生商品として「十勝しゃっきりコーンドーナツ」を発売している。
  - 十勝バタースティック - 生地に十勝地方で生産されたバターを折り込んで焼き上げた菓子パン。スティック状で食べやすい。
  - 牛乳入りパン - 生地に「べつかい牛乳」を使用して焼き上げたパン。「ミルククリーム」「コーヒークリーム」「ジャム&マーガリン」の3種類。
  - 函館メロンパン - 2009年、函館開港150周年記念商品として発売。生地に「函館牛乳」を使用したメロンパン。発売当初は函館地区のみの販売であったが、現在は道内全域と青森地区に拡大している。派生商品として、2013年には北海道産牛乳使用のホイップクリームを挟んだ「函館メロンパン ホイップサンド」、2021年7月 - 8月には上に羊羹をかけた「ようかんメロンパン」を発売。
  - 手造りあんドーナツ - こしあん入りのドーナツ。「日清キャノーラ油 ヘルシーライト」を使用して揚げたのが特徴である。
  - おっきいあんドーナツ - 2018年12月発売。「手造りあんドーナツ」よりも一回り大きい。
  - 3種の胡麻の平焼きあんぱん - 「2種の胡麻の平焼きあんぱん」（2013年発売）をリニューアル。パン生地に白ごま・黒ごま・金ごまをまんべんなくトッピングし、ごまあんを配合したつぶあんを包んで焼き上げたもの（販売終了）。
  - どっしりつぶあんぱん - 2012年発売。多量のつぶあんを薄皮生地で包んで焼き上げた、重量感のある粒あんパン（販売終了）。
  - チョコーラ - ロングセラー商品。ドーナツにチョコレートをかけたもの。派生商品として以下の商品を発売。
    - チョコーラ チョコパン（販売終了）
    - チョコーラ クリームパン（販売終了）
    - チョコーラ 函館メロンパン（販売終了）
    - チョコーラ クロワッサン（販売終了）
    - チョコーラ 塩味ブレッド（販売終了）
    - チョコーラ あんドーナツ（販売終了）
    - チョコーラ こっぺぱん（カスター）（販売終了）
    - チョコーラ ホイップコロネ（販売終了）
    - チョコーラ こっぺぱん（いちごジャム）（販売終了）

  - ずっしりシリーズ - 2016年発売。
    - あんことお豆
    - りんごとクリーム
    - カスター&レーズン - 2021年10月発売。「あんことクリーム」同様、シュガーグレーズがトッピングされている。
    - 焼きそば&マヨ - オタフクソースを使用。
    - イチゴ&チョコブラウニー - 2022年1月発売。
    - カスター&チョコブラウニー オレンジピール入り - 2022年4月発売。
    - ストロベリーチーズケーキ風 - 2022年6月発売。
    - スイートポテト風 - 2022年8月発売。
    - エッグベーコン（販売終了）
    - あんことカスター（販売終了）
    - うま塩焼きそば（販売終了）
    - コーヒー&チョコ（販売終了）
    - チョコとレーズン（販売終了）
    - コーンマヨ（販売終了）
- 和菓子・洋菓子
  - チョコブリッコ - 1987年発売。ホイップクリームを挟んだチョコレートケーキに、チョコレートをコーティングしたもの。派生商品として「ホワイトチョコブリッコ」「魅惑のチョコブリッコ」「アーモンドブリッコ」「チョコブリッコ レモン」などが発売された。
  - ウエハスサンド - 1970年代に発売されたロングセラー。
  - 饅頭・すあま・どら焼き・大福など
    - しっとり極饅頭（黒糖・よもぎ） - 2022年5月発売。とろけるような食感の生地を使用した饅頭。
    - やわらか極大福（豆・草） - 2022年6月発売。くず粉を使用した大福。いずれもこしあんが入っている。

  - 札幌あんぱん
  - こしあんドーナツ
  - 串団子（しょうゆ・ごま・あん・三色・草つぶあん。各3本入り）
  - 季節の串団子（春季は「さくら・醤油・ごま」、夏季は「抹茶・醤油・ごま」、秋季は「おさつ・醤油・ごま」、冬季は「かぼちゃ・醤油・ごま」を発売。各3本入り）
- 落雁
- 米飯 - おにぎり、手巻寿司、助六寿司、弁当など

他にも季節限定の菓子パンや和菓子（お供え菓子や口取り菓子など）、コンビニエンスストア限定商品（主にセイコーマート）や、チェーン向けのプライベートブランド商品を展開している（コープさっぽろ、アークス、ホクレン商事など）。

## 沿革
- 1943年（昭和18年）10月25日[2] - 北海道報国製菓有限会社設立[1]。
- 1946年（昭和21年）5月16日 - 日本糧産化学工業有限会社に改称[1]。
- 1948年（昭和23年）12月 - 株式会社に改組[1]。
- 1956年（昭和31年）10月 - 豊平工場新設[1]。
- 1957年（昭和32年）10月 - 豊平工場内に本社移転[1]。
- 1959年（昭和34年）3月 - 日糧製パン株式会社に改称[1]。
- 1963年（昭和38年）1月 - 亀屋パン株式会社と合併し、工場を琴似工場とする[1]。
- 1964年（昭和39年）9月 - 峰屋製パン株式会社（旭川市）を系列化（1969年4月に旭川日糧株式会社と改称）[1]。
- 1964年10月 - 月寒工場を新設し、本社移転[1][13]。
- 1966年（昭和41年）4月 - 釧路日糧株式会社設立[1]。
- 1966年（昭和41年）12月 - 丸十製パン株式会社（東京都町田市）を買収し、工場を町田工場とする[1]。
- 1968年（昭和43年）5月 - 第一製パン株式会社（函館市）を系列化（1969年に函館日糧株式会社と改称）[1]。
- 1971年（昭和46年）2月 - 日糧デリー食品株式会社（札幌市）設立（1981年にデリー食品株式会社と改称）[1]。
- 1973年（昭和48年）12月 - 旭川日糧株式会社、釧路日糧株式会社、函館日糧株式会社を合併し、旭川工場、釧路工場、函館工場となる[1]。
- 1976年（昭和51年）3月 - 株式会社日糧所沢工場（埼玉県所沢市）設立（1981年3月に工場に属する営業譲受）[1]。
- 1977年（昭和52年）10月 - 札幌証券取引所に株式上場[1][14]。
- 1980年（昭和55年）6月 - 北海道わらべや設立[1]。
- 1984年（昭和59年） - ロゴマークを、それまでの「スワンマーク（アルファベットの「N」と「R」を図案化し、白鳥を模したもの）」とごついロゴの「日糧パン」から、現在のものに変更。赤は「家庭の温かさ」、黒は「力強さ」、白は「清潔感」、左向きの「<」を3つ並べたような矢印は「麦の穂と躍進」を表している[15]。
- 1986年（昭和61年）11月 - 株式会社味車（埼玉県所沢市）設立[1]。
- 1990年（平成02年） - 多摩コンビニエンス株式会社（東京都府中市）設立し、ニコマートの多摩エリアFC本部となる（1992年にデリー食品株式会社によるデリショップ本部機能を統合）[16]。
- 1994年（平成06年） - 株式会社ノースデリカ設立。
- 1996年（平成08年） - デリー食品株式会社と株式会社味車が合併し[1]、株式会社味車に北海道わらべや株式会社を営業譲渡[1]。
- 1997年（平成09年） - 多摩コンビニエンス株式会社を整理[17]。
- 1999年（平成11年）3月 - 本州での米飯事業撤退に伴い、株式会社味車を整理[1]。新たに株式会社味車（札幌市）を設立し、北海道内の米飯事業・食品事業継承[1]。
- 1999年（平成11年）6月 - 本州（東北地方の一部除く）からのパン・菓子事業撤退[1][18]。
- 2004年（平成16年）4月 - 中期経営計画を開始。3ヵ年の事業計画（アクションプラン）を部門別に実施。
- 2005年（平成17年）4月 - 株式会社味車の麺類・食品事業撤退し[1]、米飯事業を株式会社ノースデリカに営業譲渡[1]。
- 2007年（平成19年）4月 - 旭川事業所を旭川支店に改称。第2次中期経営計画（3ヵ年）を開始。
- 2008年（平成20年）6月 - 株式会社ノースデリカ函館工場閉鎖[1][19]。
- 2009年（平成21年）8月 - 山崎製パン株式会社と業務提携[1][5][20]。「おいしく、北海道らしく。」がコーポレートスローガンに制定される。
- 2010年（平成22年）2月 - 株式会社ノースデリカを吸収合併（2016年に再び同名の会社設立）[1]。
- 2018年（平成30年）7月 - 本社デリカ工場竣工稼働[1]。

## 事業所
- 本社事務所・月寒工場 - 札幌市豊平区月寒東1条18丁目5-1
- 琴似工場 - 札幌市西区琴似4条7丁目4-7
- 釧路工場 - 釧路市鳥取南6丁目2-18
- 函館工場 - 函館市昭和4丁目23-1
- 旭川支店 - 旭川市流通団地2条1丁目11-6（旧旭川工場）
- 帯広営業所 - 帯広市西23条北1丁目5-7
- 北見営業所 - 北見市中央三輪8丁目16-6
- 青森営業所 - 青森県青森市新田2丁目32-26

## 提供番組

### 現在
- どさんこワイド179（STV、毎週月曜日18:20 - 18:55頃に提供）
- イチモニ!（HTB、毎週水曜日7:20 - 7:40頃に提供）
- 今日ドキッ!（HBC、毎週水曜日18:15 - 19:00頃に提供）

### 過去
- サンデープロジェクト（テレビ朝日・HTB、1990年代後半 - 2000年代初頭に札幌通運や岩田醸造（「紅一点みそ」名義）などとともに11時台のローカルスポンサーに参加していた）※現在は放送終了。
- めざましテレビ（フジテレビ・UHB、毎週火曜日7:10 - 7:40頃に提供）※現在は7時台のローカルセールス枠は7:30 - 7:40頃に移動、並びにスポンサーを降板。
- ZIP!（日本テレビ・STV、毎週金曜日7:38 - 7:48頃に提供）※提供時期不明、現在はスポンサーを降板。
- JNNフラッシュニュース（TBS・HBC、日曜放送分に提供）※提供時期不明、現在はスポンサーを降板。後継スポンサーは岩田醸造（「紅一点」名義）。
- 旅コミ北海道じゃらんdeGO!（TVh）※現在はスポンサーを降板。
- 開運!なんでも鑑定団（テレビ東京・TVh）※現在はスポンサーを降板。
- クロスファイト ビーダマン（テレビ東京）※TVh版のスポンサーを担当していた。「eS」では岩田醸造がスポンサーが後継スポンサーを担当していた。
- ビーストサーガ（テレビ東京）※TVh版のスポンサーを担当していた。

提供クレジットは「Nichiryo」（ロゴマーク。なお、キャッチフレーズの「おいしく、北海道らしく」は併記されていない。「イチモニ!」「今日ドキッ!」「どさんこワイド179」では白絨毯の上にカラー表記。かつて提供していた「サンデープロジェクト」「めざましテレビ」のみ社名の「日糧製パン」（ナール表記）となっていた）。
1970年前後は、ダンスする若者を様々なアングルで映し、「若者は選ぶ日糧パン」と歌ったCMが放送された。1980年代初頭にはCMキャラクターに創業地でもある北海道出身の坂口良子、1990年代初頭に寺尾友美が起用されていた。